# Don Alias
Charles „Don“ Alias (* 25. Dezember 1939 in New York City; † 28. März 2006 ebenda) war ein US-amerikanischer Jazz-Schlagzeuger und Perkussionist.

## Leben
Don Alias wuchs in Harlem/New York City auf. Er besuchte das Cannon College in Erie und studierte am Carnegie Institute for Biochemistry in Boston. Sein erstes professionelles Engagement hatte er 1957 beim Newport Jazz Festival in Dizzy Gillespies Band. Nach absolviertem Studium spielte er zunächst in Boston mit Tony Williams, Chick Corea, Alan Dawson und Bill Fitch. Mit Gene Perla wurde er Mitglied der Salsaband Los Muchachos und wechselte mit diesem zu Nina Simones Band. 1969/70 arbeitete er mit Miles Davis an den Alben Bitches Brew (als Charles Alias) und On the Corner (1972) und war mit ihm 1971/1972 auch international auf Tournee (1989 war er an Amandla beteiligt). Er spielte danach in Gruppen wie Weather Report und Blood, Sweat & Tears sowie mit Musikern wie Jeremy Steig, Mongo Santamaría, Joni Mitchell, Herbie Hancock, Sting und Jaco Pastorius.
Von 1986 bis in die 1990er Jahre hinein war er Mitglied des Sextetts und der Big Band von Carla Bley, mit der er auch auf Tour ging. 1987 begann er eine Zusammenarbeit mit David Sanborn, die bis in die 1990er Jahre dauerte.  Im Rahmen des Charles-Mingus-Projektes Weird Nightmare: Meditations on Mingus arbeitete er 1992 mit Bill Frisell, Greg Cohen, Art Baron und Don Byron zusammen. Weiterhin spielte er mit Tania Maria, Kenny Kirkland, Roberta Flack, Steve Swallow, Leni Stern, Terri Lyne Carrington, Gil Goldstein, Joe Lovano und John Scofield. Er ist in dem Video Carnegie Hall Salutes the Jazz Masters (1994) zu sehen; ein Duo mit Jack DeJohnette wurde als Video Talking Drummers: a Journey of Music, Friendship and Spirit (1997) veröffentlicht.
Daneben leitete Alias die eigenen Bands Stone Alliance, die er mit Gene Perla und Steve Grossman bereits Mitte der 1970er Jahre gegründet hatte, und Kebekwa, die er in den 1980er Jahren im kanadischen Québec gegründet hatte, wo er zwischenzeitig lebte und auch eine Jazzsendung auf CHOM-FM moderierte. Später ließ er sich auf St. Maarten in der Karibik nieder, woher seine Familie stammte, arbeitete aber hauptsächlich in den USA. Eines der letzten Alben, auf denen er brillierte, ist die Mike-Stern-Produktion „These Times“. Mit Stone Alliance trat er zuletzt 2004 in Amsterdam und 2005 in Bremen auf.

## Diskographische Hinweise
- Stone Alliance (PM 1976, mit Jan Hammer, Gene Perla)
- Stone Alliance: Con amigos (PM/Happy Bird 1977, mit Steve Grossman, Gene Perla)
- Stone Alliance: Heads Up (PM 1980)
- Wolfgang Puschnig | Steve Swallow | Don Alias | Victor Lewis Grey (Quintone 2002)
- Stone Alliance: Live in Amsterdam (PM 2004, mit Steve Grossman, Gene Perla)

## Lexikalischer Eintrag
- Russ Girsberger & Barry Kernfeld Alias, (Charles) Don. New Grove Dictionary of Jazz 2002 (Oxford Music Online)